# Museo archeologico nazionale di Calatia
Il Museo archeologico nazionale di Calatia è un museo di tipo archeologico situato a Maddaloni, comune che comprende il territorio in cui sorgeva l'antica città di Calatia.

## Descrizione
Il Museo archeologico di Calatia, inaugurato nel 2003, è situato all'interno del Casino di Starza Penta, masseria fortificata del XVI secolo, che fu una delle residenze principali dei Carafa della Stadera, il cui stemma domina la volta del portone d'entrata, nonché il luogo che spesso ospitava il sovrano Carlo III di Borbone nelle sue frequenti battute di caccia. L'esposizione riguarda tre temi principali: il territorio, la città e la necropoli. Nelle cinque sale del museo sono esposti numerosi e preziosi reperti utili a ricostruire la vita quotidiana che si svolgeva nell'antica città di Calatia a partire dall'VIII secolo a.C. Al piano terra, nelle stanze che venivano utilizzate per le attività agricole, vi è la sezione dedicata al territorio, alla città e alle necropoli; mentre al piano superiore, negli antichi ambienti privati e di rappresentanza organizzati in “quarti”, i reperti testimoniano la storia della viabilità, delle aristocrazie tra VI e V secolo a.C. e la vita delle donne e degli uomini in età orientalizzante.
Il percorso è autodidattico e studiato anche per persone disabili. Il cortile interno ospita una fedele ricostruzione di una domus che è stata oggetto di studio da parte della S.U.N. e una mostra relativa alle fasi di scavo in essa condotte e i vari reperti recuperati.
È possibile visitare anche la cappella settecentesca interna, piccolo edificio a pianta centrale con tre altari in marmo e volta a botte, decorata con stucchi bianchi e oro.